# JTBC 스포츠뉴스
《JTBC 스포츠뉴스》는 대한민국 JTBC에서 매일 저녁 7시 40분에 방송되는 뉴스 프로그램이다.

## 앵커
| 대수 | 진행자 | 진행 기간                          |
| ---- | ------ | ---------------------------------- |
| 1대  | 송민교 | 2012년 10월 8일 ~ 2014년 9월 5일   |
| 2대  | 안나경 | 2021년 7월 1일 ~ 2022년 11월 11일  |
| 3대  | 이수진 | 2022년 11월 14일 ~ 2023년 12월 8일 |
| 4대  | 김하은 | 2023년 12월 12일 ~ 2024년 2월 12일 |
| 5대  | 이수빈 | 2024년 2월 13일 ~ 현재             |

## 역대 JTBC 스포츠뉴스 프로그램
- WBC 투데이

(2012년 10월 8일 ~ 2013년 9월 15일 ; 매일 밤 9시 35분 ~ 밤 9시 50분)
- 쨍하고 공뜬날

(2012년 10월 8일 ~ 2013년 9월 15일 ; 매일 밤 9시 40분 ~ 밤 9시 50분)
- JTBC 스포츠뉴스

(2013년 9월 16일 ~ 2013년 10월 20일 ; 매일 밤 9시 40분 ~ 9시 50분)
(2013년 10월 21일 ~ 2014년 2월 23일 ; 월요일 밤 12시 15분 ~ 12시 25분, 화요일 밤 12시 25분 ~ 12시 35분, 수요일 ~ 일요일 밤 12시 15분 ~ 12시 25분)
(2014년 2월 24일 ~ 2014년 5월 25일 ; 매일 밤 9시 45분 ~ 9시 50분)
(2014년 5월 26일 ~ 2014년 9월 21일 ; 월요일 ~ 금요일 밤 12시 30분 ~ 12시 45분, 토요일 밤 12시 20분 ~ 12시 35분, 일요일 밤 12시 35분 ~ 12시 50분)
(2021년 7월 1일 ~ 2022년 7월 31일 ; 매일 저녁 8시 50분 ~ 밤 9시)
(2022년 8월 1일 ~ 2024년 3월 10일 ; 매일 저녁 8시 40분 ~ 8시 50분)
(2024년 3월 11일 ~ 현재 ; 매일 저녁 7시 50분 ~ 7시 50분)